# Воротники
Воротники́ (рос. Воротники, ерз. Воротники) — присілок у складі Лямбірського району Мордовії, Росія. Входить до складу Протасовського сільського поселення.

## Населення
Населення — 19 осіб (2010; 15 у 2002).
Національний склад (станом на 2002 рік):
- росіяни — 100 %